# Xã Lien, Quận Roberts, Nam Dakota
Xã Lien (tiếng Anh: Lien Township) là một xã thuộc quận Roberts, tiểu bang Nam Dakota, Hoa Kỳ. Năm 2010, dân số của xã này là 122 người.